# Tachina picea
Tachina picea är en tvåvingeart som först beskrevs av Robineau-desvoidy 1830.  Tachina picea ingår i släktet Tachina och familjen parasitflugor. Inga underarter finns listade i Catalogue of Life.